# Cova d'Atxurra
La cova d'Atxurra es troba a la localitat biscaïna de Berriatua, al País Basc, i és notòria per guardar el major santuari rupestre paleolític d'Euskal Herria, i una de les principals colònies de ratpenats cavernícolas de Biscaia.
Les troballes formen el conjunt parietal més nombrós de Biscaia, i se situen per davant de la cova d'Armintxe i la de Santimamiñe, Altxerri a Guipúscoa i Erberua a la Baixa Navarra (estat francés) quant a nombre de figures. Consta de, almenys, 14 sectors decorats amb 113 figures d'animals, sobretot cavalls i bisons, i cabres, cérvoles, rens i urs, fets amb la tècnica del gravat i utilitzant, a voltes, pintura negra, datades dels períodes magdalenià mitjà i superior, amb una antiguitat de 12.500 i 14.500 anys.
Els gravats de la cova d'Atxurra i el jaciment arqueològic associat formen part dels descobriments dels darrers anys al País Basc, i completen, amb molts descobriments, el nombre de jaciments amb pintures rupestres que es coneixia i no corresponia amb l'abundància dels trobats en altres àrees veïnes, la qual cosa s'havia denominat "el buit basc", i els vinculen culturalment a la resta de la regió cantàbrica i al vessant nord-occidental dels Pirineus.

## Toponímia
Com ocorre amb moltes coves sense topònim propi, la denominació de la gruta ha variat al llarg dels anys: en les primeres publicacions l'anomenaven “cova de las Errecas” (Adán de Yarza, 1892; Puig i Larraz, 1896; Gálvez Cañero, 1913), “cova d'Amoroto” (Irurroarizaga 1882, anònim 1882), “cova de Berriatua” (Harlé, 1909, 1911, 1912), així com el nom més estés en l'actualitat “Atxurra" (Enciso, 1882, Martínez de la Escalera, 1899; Jeannel, 1911), que correspon al del mas més proper.
Així i tot, en publicacions paleontològiques i arqueològiques apareix sovint el nom “Armiña” per designar un sector de la cova d'Atxurra. Per motius desconeguts, sobre el 1917 Jose Miguel Barandiaran començà a usar aquest topònim, corresponent a un altre mas més llunyà, per a referir-se a la galeria inferior de la cova.
Aquestes referències d'Armiña poden prendre's erròniament per una altra cova diferent (entre els dos masos esmentats hi ha almenys cinc coves amb aquest nom), quan en realitat es tracta del nivell inferior de la mateixa cova. Això ja ha estat motiu de confusió en algunes publicacions, i per això s'ha proposat deixar d'usar el nom Armiña per a aquest sector, i designar-lo “galeria inferior d'Atxurra”.

## Ubicació i geografia

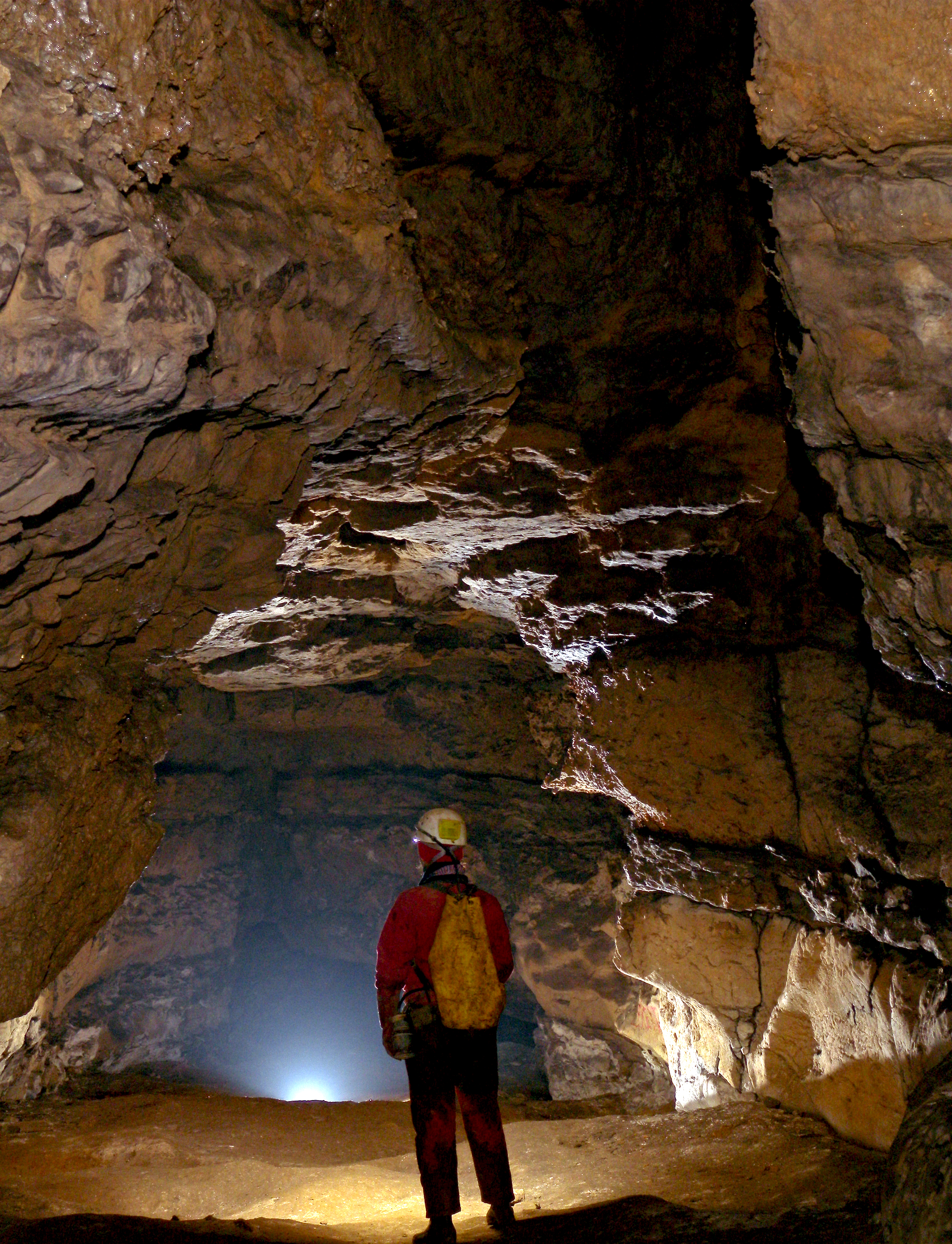
Primer tram del pis superior; observeu la morfologia clàstica de la galeria

La cova d'Atxurra és al terme municipal de Berriatua, però molt a prop de la localitat de Lequeitio, a la conca del Lea. Es troba al sector est del petit karst de Mereludi, als peus dels cims d'Atxarre (267 m) i Gaztelukoatxa (183 m), formant part del seu sistema de drenatge hídric. En una configuració homòloga a la de la resta de coves de la zona, Atxurra és oberta en roca calcària urgoniana del cretaci inferior. Les seues fractures discorren en dues direccions: est-oest i sud-est-nord-oest. Això determina que la zona principal de càrrega siga a l'est, dins del pòlie o vall tancada de Mereludi, per on discorren dos corrents d'aigua: un desemboca en l'embornal de Kurutzerreka, i l'altre a l'avenc de Zubitxuta, a la rodalia del mas Elizburu. Aquestes aigües formen un trajecte subterrani, pràcticament desconegut, que descarreguen a la cova de las Lamiñas, i a la surgència d'Arrakala, presumptament la desembocadura del sector actiu de la cova d'Atxurra. Ambdues surgències van a parar al riu denominat Zulueta.

## Història de les recerques

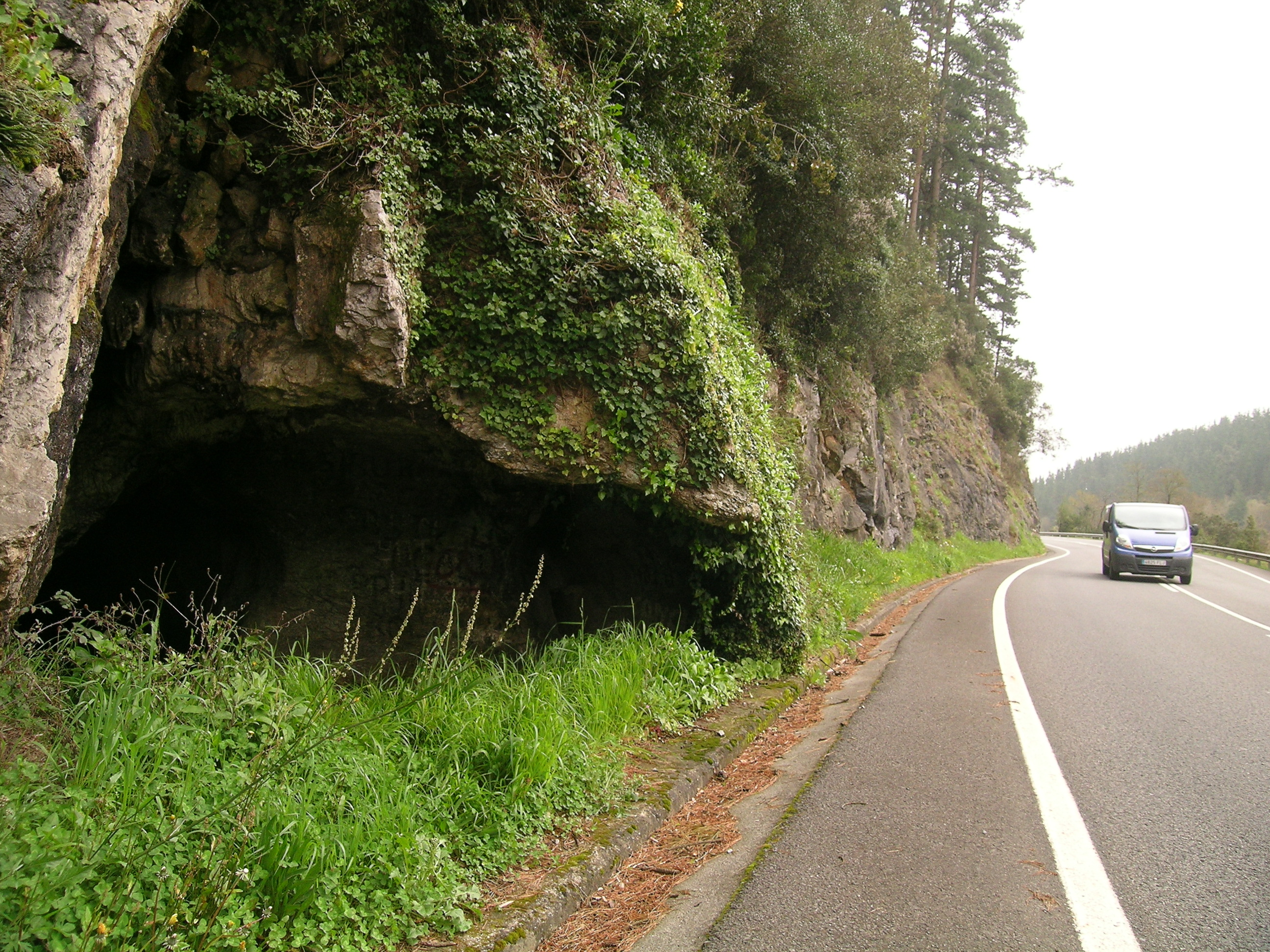
Boca inferior de la cova, oberta artificialment el 1882

Malgrat que l'entrada superior es coneixia des d'antany, la cova d'Atxurra adquirí notorietat el 1882, quan en les obres de la nova carretera de Lequeitio a Markina-Xemein, una voladura en revelà la boca inferior. L'espectacularitat dels seus espeleotemes i la facilitat d'accés feren que l'afluència hi fora massiva, i les cròniques de l'època ja n'assenyalaren l'espoli i deterioració.
La primera referència científica n'és d'una visita dels geòlegs Ramón Adán de Yarza i Jose María Solano Eulate el 1882. En recolliren mostres paleontològiques, dades hidrogeològiques i baromètriques i fou el primer de la llarga sèrie d'estudis càrstics que s'hi han fet d'aleshores ençà. Al 2014 l'equip d'arqueòlegs Diego Garate i Joseba Rios-Garaizar començà una revisió arqueològica d'Atxurra, durant la qual, amb la col·laboració d'espeleòlegs de l'ADES, en trobaren els primers gravats.

## Descripció de la cova

Topografia provisional de 2011 (clic per ampliar imatge)

Amb una espeleometria provisional de 1.085 m, Atxurra és la segona cova més llarga de les 20 actualment catalogades al carst de Mereludi, per darrere del sistema de las Lamiñas. Té dues entrades principals, una al nivell de la carretera i altra de més petita set metres per damunt. L'entrada inferior, de gran envergadura (5 x 7 m de secció) dona accés a una galeria de dimensions semblants, de morfologia freàtica, que s'endinsa al massís sobretot en sentit SE, amb petits canvis a NE-SO, dos dels quals obrin sengles passos d'accés al pis superior, el primer d'ells a pocs metres de l'entrada. Després d'uns 300 m, aquest pis inferior s'estreteix per desembocar en una àmplia sala circular (el “Circ” de les cròniques) on, per una àmplia obertura originada per una ensulsiada, tots dos pisos es comuniquen.

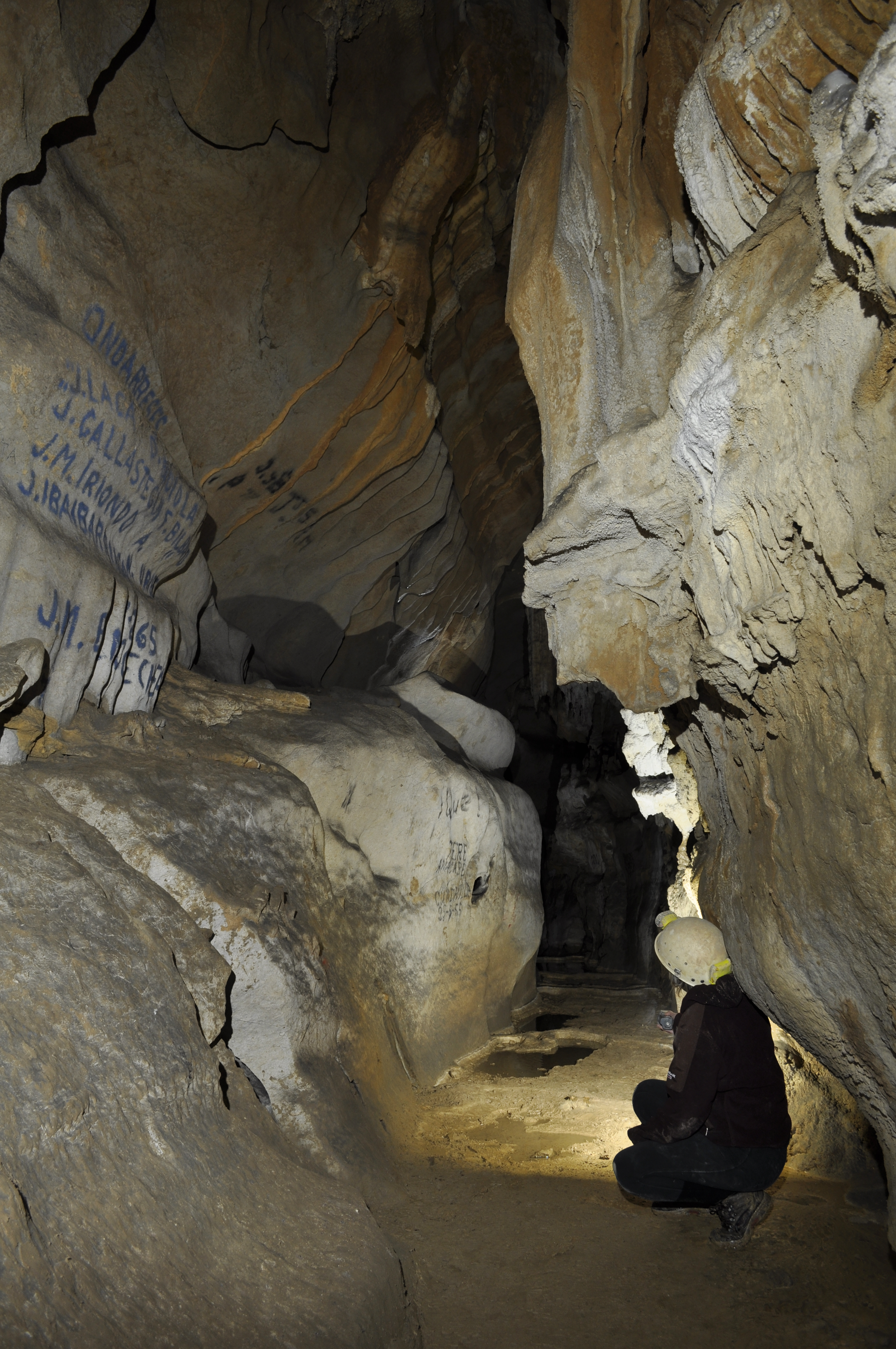
Grafits a pocs centímetres de la "cornisa dels cavalls"

La galeria superior presenta una entrada exterior natural de 1,5 x 2,5 m (l'única que existia fins a l'obertura artificial de la boca inferior el 1882). Comença per una successió laberíntica de petites sales, a la zona del primer accés que puja des de la galeria inferior; després d'una sèrie de passos estrets, s'arriba a una galeria més gran, més sinuosa que la del pis inferior, però amb la mateixa direcció SE. La morfologia d'aquesta galeria és clàstica. Després d'un recorregut d'uns 350 m, a l'esquerra el segon accés puja des del “Circ” del pis inferior; a partir d'ací la morfologia canvia i recupera les característiques d'una cova oberta en una primera fase pel corrent d'aigua (meandres, diverticles...) i mineralitzada després amb calcita en dissolució. Avançant 200 m per aquesta galeria alta i estreta, es travessen meandres i gours mig negats i s'arriba al sector on és l'art rupestre; seguint endavant trobem una estretor que pot salvar-se per una gatera o un pas elevat, després el recorregut prossegueix altres 200 m. En aquest tram s'obri una petita galeria a l'esquerra, d'entrada doble, amb un estret accés a un nivell inferior semiactiu, i després d'uns 20 m acaba en una petita sala a la part inferior d'un caos de blocs compacte. En aquest sector la presència d'aigua és major, que cau des de buits penjats (sense explorar) i hi ha una gran bassa inundable temporalment, en un sector on la galeria pren la forma d'un gran congost de 17 m d'altura. El recorregut conegut actualment finalitza en un estret meandre, on és impossible seguir endavant horitzontalment.
El 2009 el grup d'espeleologia ADES de Guernica i Luno reexplorà la cavitat; se'n feu un aixecament topogràfic provisional que quedà interromput al 2015 arran del descobriment de l'art rupestre.
Al llarg de la cova crida l'atenció l'absència d'estalactites i estalagmites. Malgrat que en les cròniques es detalla que n'hi havia moltes el vandalisme les feu desaparéixer pràcticament des del moment del descobriment, efecte agreujat durant els 133 anys que ha romàs oberta. Els únics espeleotemes que se'n conserven són les columnes més grans i les colades, on, però, s'han realitzat milers de pintades des de 1882, moltes damunt les mateixes obres d'art rupestre paleolític.

## Arqueologia
Actualment se sap que la cova d'Atxurra, l'habitaren grups humans de manera gairebé contínua des de fa uns 29.000 anys fins a fa uns 12.400 anys, i hi ha moltes restes relacionades amb el processament i consum d'animals, fonamentalment cabres i cérvols.
Gálvez Cañero al 1912 ja esmentava les restes magdalenianes aparegudes en les seues prospeccions a les galeries inferiors. Durant els seus treballs de 1926, Barandiaran en replegà dues noves làmines de sílex. També identificà el jaciment de l'entrada superior el 1929, que excavà al 1934 i 1935 juntament amb Telesforo Aranzadi, i localitzaren 4 nivells d'ocupació humana, amb una seqüència cronocultural de solutrià, magdalenià V-VI, azilià, Eneolític i bronze.
L'any 2014 l'equip de Garate i Rios-Garaizar feu una revisió arqueològica de la cova d'Atxurra. Aquest any i el següent, a la zona estudiada per Barandiaran a l'entrada superior, documentaren una ocupació des del gravetià fins al magdalenià (característica única en la conca del riu Lea), amb alguns nivells molt rics en fauna, indústria lítica i òssia; a les galeries inferiors, es trobaren restes d'ocupacions humanes de curta durada, atribuïbles a expedicions puntuals de l'època magdaleniana, que entraren a la cova amb objectiu desconegut (les dades morfotopogràfiques indiquen que l'entrada inferior no existia en aquella època). En aquests treballs es trobaren les primeres mostres d'art rupestre paleolític, al 2015, actualment en recerca juntament amb els altres jaciments de la cova d'Atxurra.

## Art rupestre

### Antecedents
Fins a dates molt recents es parlava del “buit basc” de l'art rupestre, en referència als pocs jaciments que hi havia a Euskal Herria en comparança amb la resta de la regió cantàbrica i el vessant nord-occidental dels Pirineus. Hui se sap que aquest buit no era tal, i que el problema radicava en el procediment de recerca: els arqueòlegs que podien identificar l'art no s'endinsaven prou a les coves; i els espeleòlegs que s'endinsaven a les coves mancaven de la preparació necessària per identificar-ne l'art. Al 2009, mentre alçaven la topografia d'Atxurra, dos membres del grup d'espeleologia ADES ja veieren un dels cavalls de les cornises, però no li donaren importància en prendre'l per un dels milers de grafits moderns que hi ha a la cova.
La situació canvià en la segona dècada del segle xxi, quan l'equip dels arqueòlegs Garate i Ríos-Garaizar revisaren alguns jaciments d'Euskal Herria. Comprovaren que hi havia pintures i gravats en coves que havien passat desapercebudes fins al moment: Askondo, Lumentxa, Morgota... La Diputació Foral de Biscaia promogué una iniciativa, al febrer de 2015, juntament amb la Unió d'Espeleòlegs Bascos, organitzà a Bilbao la primera Jornada d'“Espeleologia i Patrimoni Cultural”, en què els arqueòlegs ensenyaren als espeleòlegs a identificar art rupestre a les coves.

### Descobriment de l'art rupestre

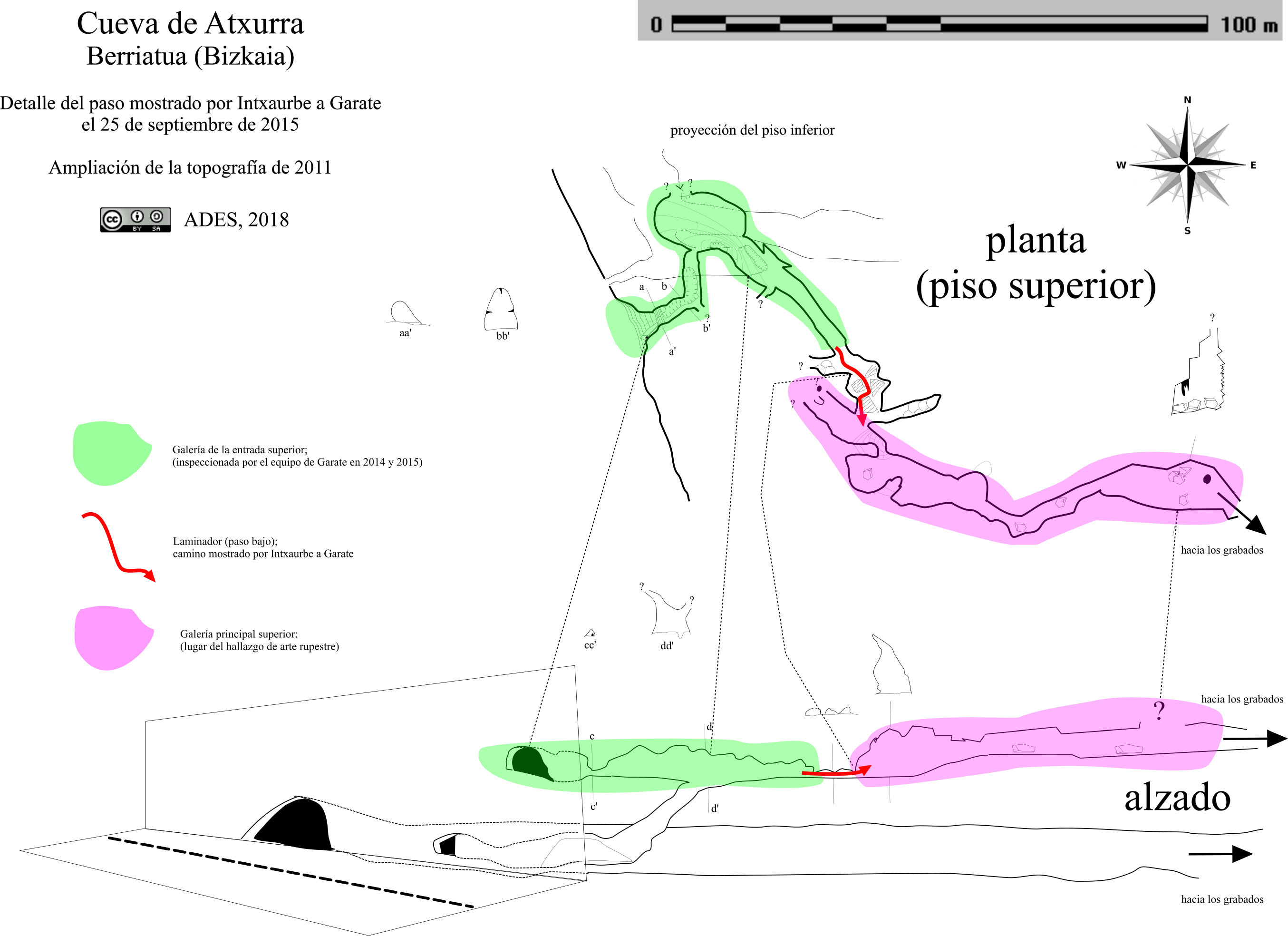
Detall del trajecte seguit per Intxaurbe i Garate el dia del descobriment (modificat a partir de la topografia de 2011)

L'equip de Garate i Rios-Garaizar treballava en Atxurra des del 2014; havien examinat les parets de la galeria superior, sense trobar vestigis d'art rupestre. Un membre, però, del grup d'espeleologia ADES (que participava en tasques de suport) s'adonà que els arqueòlegs només havien examinat els primers metres de la cova, i que desconeixien el pas per accedir a la galeria principal interior. Així, el 25 de setembre de 2015, aquest espeleòleg (Iñaki Intxaurbe) guià Diego Garate per aquest pas. Ja a la galeria principal, Intxaurbe identificà el primer dels gravats en una sala lateral elevada, i després n'hi trobaren unes desenes més. Davant la importància de la troballa, donaren part al Departament de Basc i Cultura de la Diputació Foral de Biscaia, per catalogar i protegir el conjunt d'art rupestre, i planificar-ne la recerca.

### Descripció del jaciment
La cova d'Atxurra guarda el major santuari rupestre paleolític d'Euskadi, i és el conjunt parietal més nombrós de Biscaia, per davant de la cova d'Armintxe i de Santimamiñe, quant a nombre de figures es refereix, i és el major conjunt d'Euskal Herria, per davant d'Altxerri a Guipúscoa i Erberua a Baixa Navarra (estat francés). Ja es considera un jaciment de referència internacional.
Consta de, fins ara, 113 figures d'animals distribuïdes en 14 sectors, el primer dels quals, anomenat la "sala dels bisons", es troba a 235 m de l'entrada i s'hi arriba per un pas elevat. A 330 m de l'entrada hi ha un altre espai amb molts gravats en una cartel·la d'11 m de llarg a 4 m del sòl, denominada la "plataforma dels cavalls", i en què han trobat més de 40 figures d'animals, predominantment èquids.
S'hi han trobat també gravats d'altres animals existents a la zona i dels quals presumiblement s'alimentaven els seus habitants com cabres, urs i cérvols, i una figura misteriosa i difícil de caracteritzar (combina característiques d'os i ren).
La tècnica quasi exclusiva n'és el gravat en diferents variants (raspat, incisió fina, incisió profunda, etc.), a voltes combinat amb pintura negra, molt mal conservada. En alguns punts s'observen taques de fregat en color roig. Quant a l'estil, totes les figures mostren una notable coherència interna que es pot atribuir, sense reserves, a moments finals del Paleolític superior i en concret al període cultural magdalenià mitjà-superior, datat fa uns 14.500-12.500 anys. Sobre la grandària, n'hi ha des de figures de grans dimensions (dos cavalls) fins a figures petites, de vegades superposades, fetes unes a dins d'altres.
Les convencions estilístiques de les diferents espècies animals són recurrents, com la utilització de la perspectiva per a representar les banyes i les potes inferiors (encara que també hi ha figures de cabres de front), indicacions de pelatge i detalls anatòmics interns, raspats interns, etc. Destaca la representació d'animals abatuts amb projectils, entre ells un bisó amb una vintena de projectils a dins (un fet insòlit fins ara en tot l'art parietal europeu).
La ubicació en zones altes ha permés que s'hagen conservat molt bé els sòls, que en els primers treballs han exposat molts elements arqueològics d'interès, que aporten una informació única sobre el procés artístic de les societats paleolítiques. D'una banda, l'utillatge de sílex recuperat permet conèixer les eines dels artistes: d'on van extraure la matèria primera, com feren els estris i com els aplicaren a les parets per gravar-les. Per això Atxurra alberga alhora les obres realitzades i el taller dels artistes que les feren, perquè la cova conté també els materials i instruments que s'usaren per als gravats, com punxons i làmines de pedra foguera.
D'altra banda, el mig miler de restes carbonoses analitzades en laboratori ens ofereix una idea de la il·luminació utilitzada per les artistes tant per endinsar-se a la cova com per realitzar les obres d'art i per contemplar-les. En aquest sentit, en la "plataforma dels cavalls" s'han localitzat 4 punts d'il·luminació composts per llars de combustió de ginebre i roure, mentre que a la "sala dels bisons" s'ha trobat un llum mòbil compost per un còdol de gres buidat en una cara per al dipòsit de combustible. Moltes restes de carbó disperses hi havia a les estances decorades que ens indiquen l'ús de torxes de fusta també com a recurs lumínic mòbil.

## Paleontologia
El 1882 Adán de Yarza i Solano replegaren algunes restes òssies (entre aquestes, d'os de les cavernes) a la zona de la confluència més interna entre els dos pisos. A l'excavació efectuada a principis del s. XX an les galeries inferiors, Gálvez Cañero també trobà diverses restes paleontològiques i les dugué al Museu de Ciències Naturals de Madrid. Edouard Harlé hi identificà restes de ren (per primera vegada a la província de Biscaia), i un 5é metacarp d'os de les cavernes. El 1926 Barandiaran hi identificà nous ossos d'os en el mateix nivell. Al 1972 Altuna feu una prospecció en aquestes galeries inferiors, i hi trobà moltes restes d'os de les cavernes, un fragment d'húmer de cérvol, una primera falange d'isard, una dent de guineu vermella i una altra dent de teixó.

## Biologia
Martínez de la Escalera visità la caverna el 1892; entre Lumentxa i Atxurra recollí 300 exemplars del coleòpter Bathyscia cantabrica, que posteriorment ha estat citat com Speocharis noltei. Altres espècies que s'hi han trobat són els aràcnids Chorizomma subterranea, Ischyropsalis hellwigi ssp. lucantei, Meta menardi, Ischyropsalis superba i Nemastoma bacilliferum, i el paràsit de quiròpters Nycteribia biarticulata.
Una altra recerca bioespeleològica, la feu José Miguel Barandiaran, que a partir del 1929 i durant cinc anys registrar la mort natural de 58 caragols Helix nemoralis en una superfície d'un metre quadrat del sòl de l'entrada superior de la cova, demostrant així que les piles de petxines d'aquest gastròpode que es troben als jaciments no es deuen sempre al consum humà.
Quant als ratpenats, al 1968 el Grup Espeleològic Biscaí citava a Atxurra les espècies Rhinolophus ferrumequinum i Rhinolophus euryale. En la dècada dels 90 n'investigà la població de quiròpters la Societat de Ciències Aranzadi. En la dècada de 2010, després de ser informat pel ADES de l'existència a la gruta d'una de les majors colònies de ratpenats de la comarca, el Grup de Recerca de Quiròpters de la Universitat del País Basc començà a vigilar-la, i hi detectà diverses espècies en alt risc d'extinció; per això demanà el tancament de la cova al Departament de Medi ambient del Govern Basc, que en clausurà l'entrada inferior el 2013. Des de llavors la població de ratpenats d'Atxurra ha estat monitorizada sistemàticament, fins al 2018, en què s'ha interromput aquesta línia de recerca per la descoordinació entre els equips que estudien la cova. També està pendent d'avaluació l'efecte que els nous tancaments, instal·lats per la Diputació Foral de Biscaia per protegir els gravats, estan tenint en la colònia de ratpenats.

## Galeria d'imatges

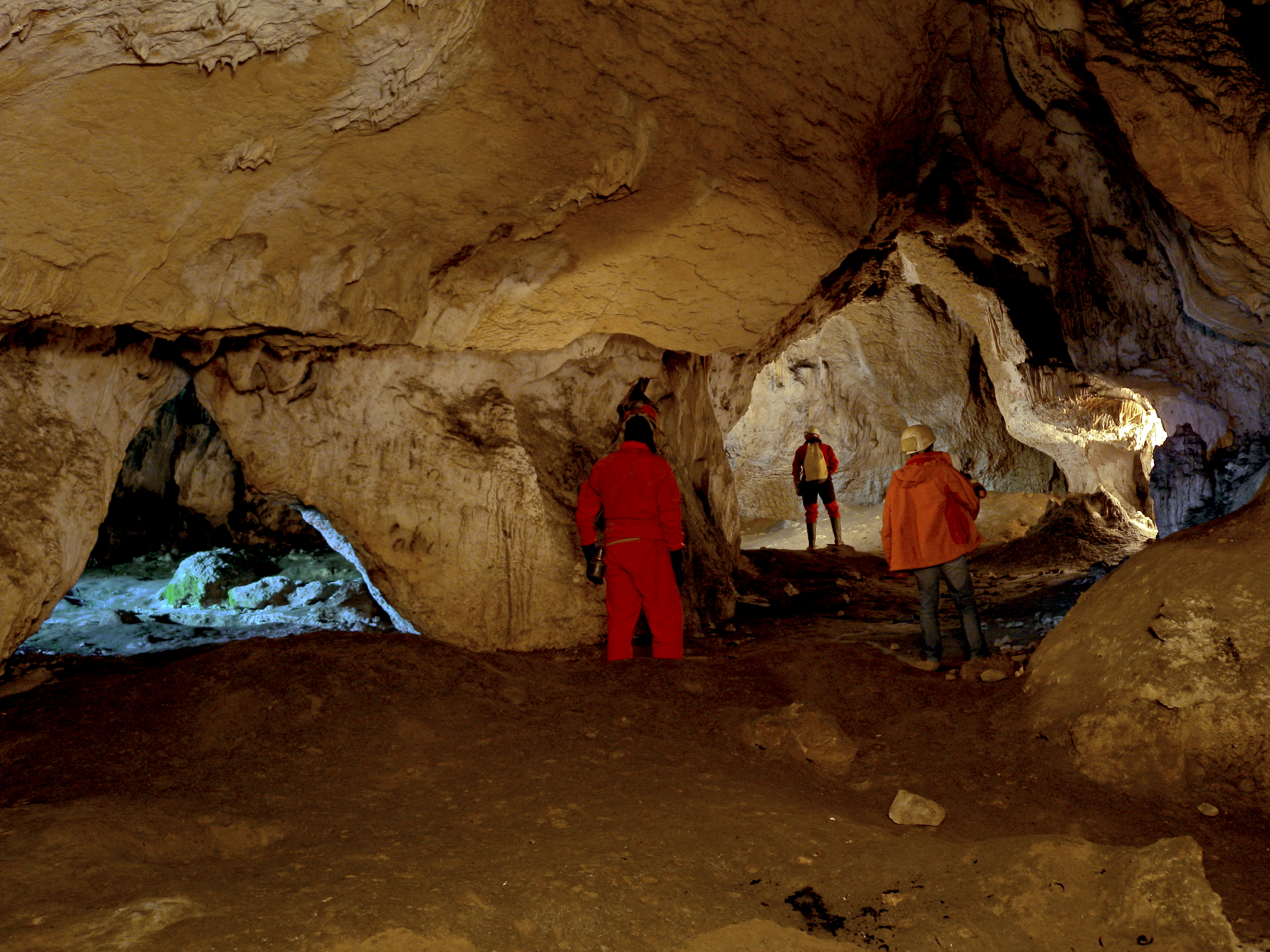
Entrada de la galeria inferior
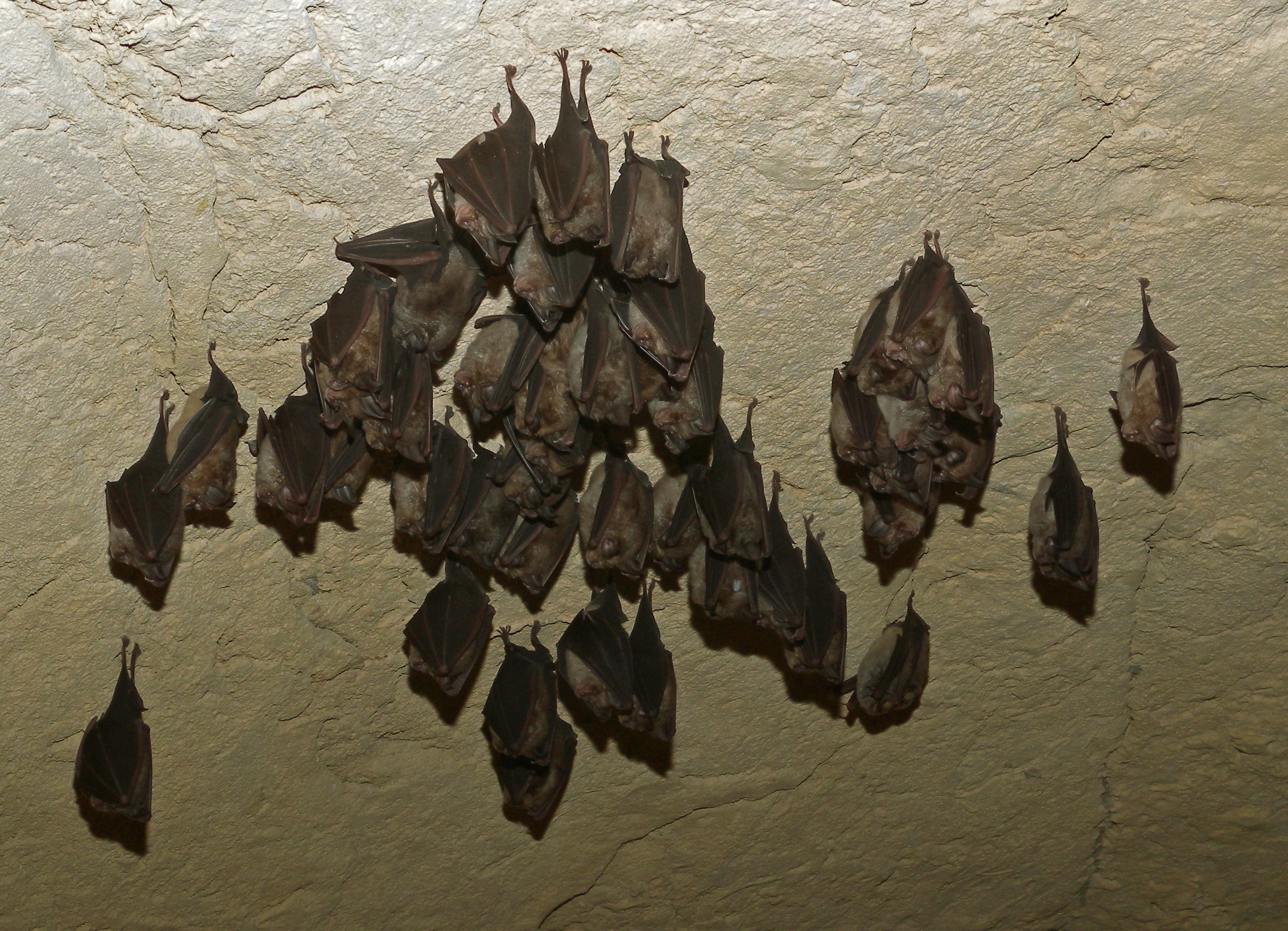
Ratpenats a Atxurra
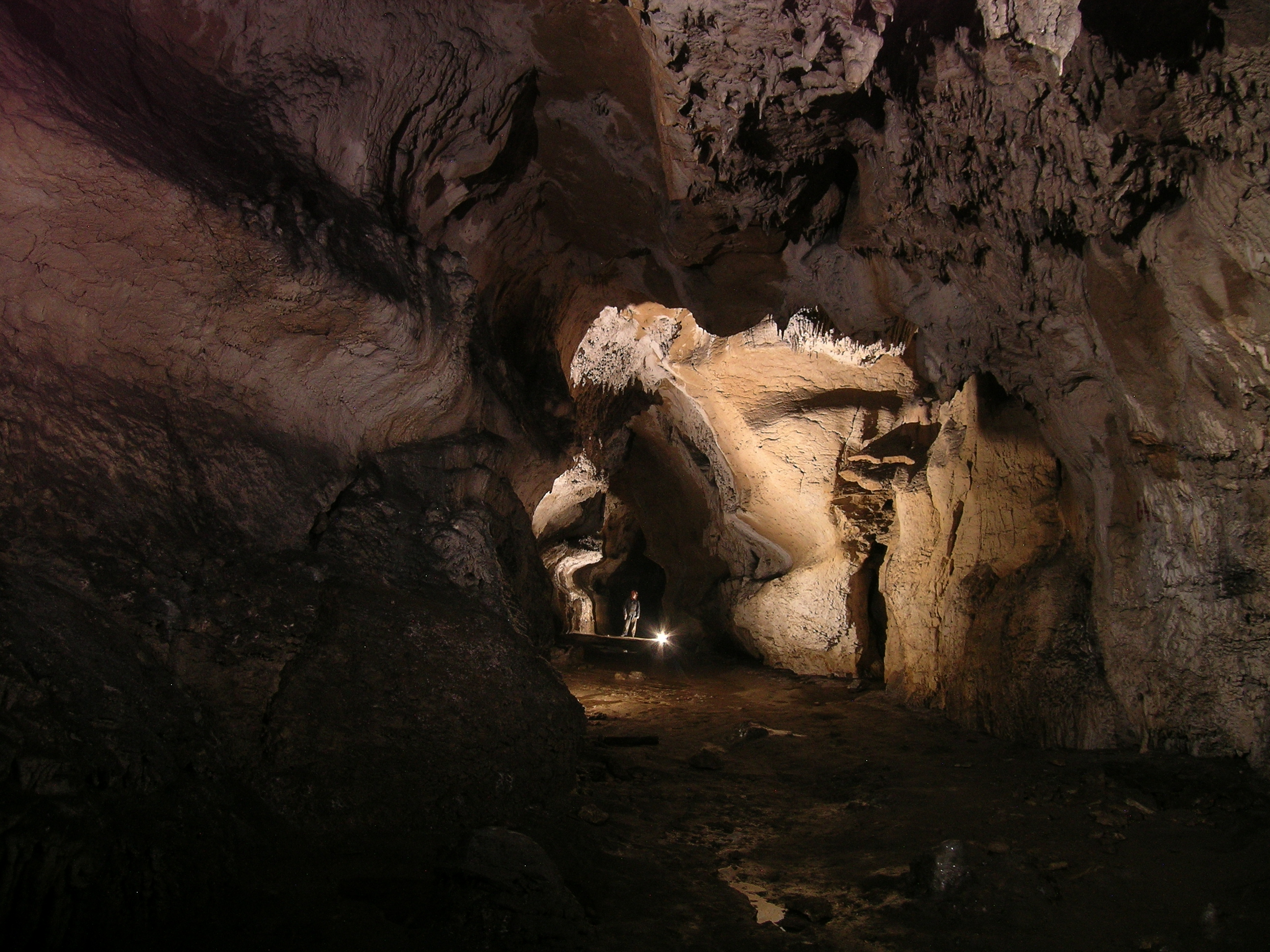
Galeria principal al pis inferior de la cova